# Randy Gilhen
Randy Alan Gilhen (* 13. Juni 1963 in Zweibrücken, Deutschland) ist ein ehemaliger kanadischer Eishockeyspieler, der in seiner aktiven Zeit von 1979 bis 1998 unter anderem für die Hartford Whalers, Winnipeg Jets, Pittsburgh Penguins, Los Angeles Kings, New York Rangers, Tampa Bay Lightning und Florida Panthers in der National Hockey League gespielt hat.

## Karriere
Randy Gilhen wurde in Deutschland geboren, wuchs jedoch in Winnipeg, Manitoba, auf. Seine Karriere als Eishockeyspieler begann er in der kanadischen Juniorenliga Western Hockey League, in der er von 1979 bis 1983 für die Saskatoon Blades und Winnipeg Warriors aktiv war. In diesem Zeitraum wurde er im NHL Entry Draft 1982 in der sechsten Runde als insgesamt 109. Spieler von den Hartford Whalers ausgewählt, für die er gegen Ende der Saison 1982/83 in zwei Spielen in der National Hockey League zum Einsatz kam. Die folgenden beiden Jahre im Franchise der Hartford Whalers verbrachte er allerdings bei deren Farmteams Binghamton Whalers aus der American Hockey League und Salt Lake Golden Eagles aus der International Hockey League. Am 8. November 1985 unterschrieb der Flügelspieler einen Vertrag als Free Agent bei den Winnipeg Jets, kam in seinen ersten drei Jahren im Franchise jedoch fast ausschließlich für deren Farmteams Fort Wayne Komets aus der IHL sowie die Sherbrooke Canadiens und Moncton Hawks aus der AHL zum Einsatz. Erst in der Saison 1988/89 konnte sich der Kanadier bei den Winnipeg Jets in der NHL durchsetzen. 
Im Juni 1989 wurde Gilhen zusammen mit Jim Kyte und Andrew McBain im Tausch gegen Randy Cunneyworth, Rick Tabaracci und Dave McLlwain zu den Pittsburgh Penguins transferiert, mit denen er in der Saison 1990/91 den prestigeträchtigen Stanley Cup gewann. Die folgenden drei Jahre seiner Karriere waren von zahlreichen Wechseln innerhalb der NHL geprägt. So spielte er zunächst kurz für die Los Angeles Kings, anschließend saisonübergreifend ein Jahr lang für die New York Rangers, sowie später für die Tampa Bay Lightning, sein Ex-Team Winnipeg Jets und die Florida Panthers. Von 1994 bis 1996 spielte Gilhen ein drittes Mal für die Winnipeg Jets in der NHL. Als das Franchise umgesiedelt wurde, trat er noch weitere zwei Jahre für deren Nachfolgeteam Manitoba Moose in der IHL an, ehe er seine Karriere im Alter von 35 Jahren beendete.  

## Erfolge und Auszeichnungen
- 1991 Stanley-Cup-Gewinn mit den Pittsburgh Penguins